# Fabio Quagliarella
Fabio Quagliarella (Castellammare di Stabia, 31 de janeiro de 1983) é um ex-futebolista italiano que atuava como atacante.

## Carreira

### Início
Formado nas categorias de base do Torino, Quagliarella começou sua carreira no clube de Turim na temporada 1999–2000. Sua estreia na Serie A foi contra a Piacenza, no dia 14 de maio de 2000. Depois o atacante fez quatro aparições na Serie A de 2001–02.
Sem chances na equipe, ele acabou sendo emprestado para clubes de divisões mais baixas: primeiro a Florentia Viola (agora Fiorentina), naquele tempo na Serie C2, e depois o modesto Calcio Chieti. O atacante retornou para o Torino em 2004 e marcou oito gols na Serie B, com destaque para um gol contra o Ascoli. No entanto, problemas financeiros forçaram o Torino a continuar na Série B, o que permitiu alguns jogadores saírem de graça.

### Retorno à Série A
Quagliarella ingressou na Udinese no verão de 2005, e o clube vendeu metade dos direitos de registro recém promovidos pela Ascoli, como uma parte do acordo de "empréstimo". O atacante ficou apenas uma temporada no Ascoli, sendo então emprestado a Sampdoria por uma transferência de metade dos direitos de registro do Ascoli. Durante a temporada 2006–07 com o clube blucerchiati, Quagliarella marcou 13 gols na Serie A, além de um gol em sete partidas na Copa da Itália.

### Udinese
No dia 22 de junho de 2007, a Udinese pegou a posse total do jogador da Sampdoria num leilão às cegas entre os dois clubes. Ele assinou um contrato melhor junto com Samir Handanovič e Asamoah Gyan devido à expiração em 30 de junho de 2012.

## Seleção Nacional
Devido às suas boas atuações na temporada 2006–07, Quagliarella foi convocado para a Seleção Italiana. Seu primeiro jogo pela Azzurri foi contra a Escócia, pelas qualificatórias da Euro 2008, quando estreou saindo do banco de reservas, entrando no lugar de Luca Toni nos minutos finais do jogo. No dia 6 de junho de 2007, em sua primeira partida como titular, o atacante marcou dois gols e garantiu a vitória da Itália por 2 a 0 contra a Lituânia, em Kaunas.
Convocado por Roberto Donadoni para a Euro 2008, o atacante foi reserva e só atuou em uma partida, no empate em 1 a 1 contra a Romênia. Viria a disputar um Mundial dois anos depois, sendo chamado por Marcello Lippi para a Copa do Mundo FIFA de 2010. Reserva novamente, Quagliarella marcou um gol em sua única partida disputada na competição, uma derrota por 3 a 2 para a Eslováquia, em jogo válido pela última rodada da fase de grupos.
Após quase nove anos fora da Seleção, voltou a ser convocado no dia 1 de fevereiro de 2019, aos 36 anos.

## Títulos
Torino
- Serie B: 2000–01

Fiorentina
- Serie C: 2001–02

Juventus
- Serie A: 2011–12, 2012–13 e 2013–14
- Supercopa da Itália: 2012 e 2013

### Artilharias
- Serie A: 2018–19 (26 gols)[5]